# Guangchen (köpinghuvudort i Kina, Zhejiang Sheng, lat 30,75, long 121,13)
Guangchen är en köpinghuvudort i Kina. Den ligger i provinsen Zhejiang, i den östra delen av landet, omkring 110 kilometer nordost om provinshuvudstaden Hangzhou. Antalet invånare är 39 509. Befolkningen består av 19 843 kvinnor och 19 666 män. Barn under 15 år utgör 10,0 %, vuxna 15-64 år 75 %, och äldre över 65 år 14,0 %.
Runt Guangchen är det tätbefolkat, med 849 invånare per kvadratkilometer. Närmaste större samhälle är Zhujing, 16,8 km norr om Guangchen. Trakten runt Guangchen består till största delen av jordbruksmark.
Genomsnittlig årsnederbörd är 1 729 millimeter. Den regnigaste månaden är juni, med i genomsnitt 295 mm nederbörd, och den torraste är november, med 71 mm nederbörd.